# Václav Karta
Václav Karta (10. dubna 1853 Strakonice – 28. září 1918 Praha) byl rakouský a český podnikatel a politik, na počátku 20. století poslanec Českého zemského sněmu.

## Biografie
Narodil se ve Strakonicích v rodině mydláře Václava Karty. V roce 1883 se oženil s Františkou Zdráhalovou. Byl majitelem mlýna a továrny na mýdlo ve Strakonicích. V letech 1905–1917 byl členem obchodní a živnostenské komory v Plzni. V roce 1908 získal titul císařského rady. Zastával funkci náměstka okresního starosty a byl členem obecního zastupitelstva ve Strakonicích.
Na počátku 20. století se zapojil i do zemské politiky. Ve volbách v roce 1908 byl zvolen do Českého zemského sněmu v kurii obchodních a živnostenských komor (volební obvod Plzeň). Politicky se uvádí coby člen mladočeské strany. Kvůli obstrukcím se ovšem sněm fakticky nescházel.
Zemřel v září 1918 v Praze, na léčebném pobytu.